# Flärken (Borgvattnets socken, Jämtland)
Flärken är en sjö i Ragunda kommun i Jämtland och ingår i Indalsälvens huvudavrinningsområde.